# Yan Xiaohua
Yan Xiaohua (en chino: 颜晓桦; 26 de julio de 1993) es una deportista china que compitió en remo. Ganó dos medallas en el Campeonato Mundial de Remo, en los años 2011 y 2016, en la prueba de cuatro scull ligero.

## Palmarés internacional
| Campeonato Mundial | Campeonato Mundial      | Campeonato Mundial | Campeonato Mundial  |
| Año                | Lugar                   | Medalla            | Prueba              |
| ------------------ | ----------------------- | ------------------ | ------------------- |
| 2011               | Bled (Eslovenia)        | Medalla de plata   | Cuatro scull ligero |
| 2016               | Róterdam (Países Bajos) | Medalla de bronce  | Cuatro scull ligero |